# Henri Pierre Charles Bernardin Risbourg
Le général Risbourg ou Henri Pierre Charles Bernardin Risbourg (né le 7 janvier 1838 à Rœulx, Nord, décédé le 29 octobre 1925 à Vannes, Morbihan) est un militaire de carrière français.

## Biographie
Il commence sa carrière au 25e régiment de ligne en garnison à Vannes en 1871.
Il commande la division d'Oran qui est une division d'infanterie de l'armée de terre française qui fit notamment partie du 19e corps d'armée basé en Algérie.